# Johannebergsgatan
Johannebergsgatan är en gata i stadsdelen Lorensberg i Göteborg. Den är cirka 314 meter lång och sträcker sig från Berzeliigatan till Kerstin Hesselgrens gångväg.
Gatan fick sitt namn år 1914 efter landeriet Johanneberg, vars manbyggnad ligger intill Korsvägen.